# Martin Jumoad
Martin Sarmiento Jumoad (ur. 11 listopada 1956 w Kinasang-am) – filipiński duchowny katolicki, arcybiskup Ozamiz od 2016.

## Życiorys
Święcenia kapłańskie otrzymał 7 kwietnia 1983. Pracował duszpastersko w parafiach w Isabeli oraz w Lamitan. Był także m.in. dziekanem seminarium w Davao (1991-1992), ojcem duchownym tejże uczelni (1994-1998) oraz kanclerzem prałatury terytorialnej Isabela (1998-2001).

### Episkopat
21 listopada 2001 został mianowany ordynariuszem prałatury Isabela. Sakry biskupiej udzielił mu 10 stycznia 2002 metropolita Zamboangi - arcybiskup Carmelo Morelos.
4 października 2016 papież Franciszek mianował go arcybiskupem metropolitą Ozamiz.